# バストランド

バストランド植民地
Colony of Basutoland (英語)

国歌: God Save the King（英語）
国王陛下万歳

バストランド植民地の位置

バストランド（英語: Basutoland）は、現在のレソトに存在したイギリスの直轄植民地である。1910年まではケープ植民地、ナタール植民地、オレンジ川植民地と隣接していたが、それ以降から南アフリカに囲まれるようになった。
レソトは1868年3月12日にバストランド保護領としてイギリスの保護国となり、1871年8月11日にケープ植民地に編入された。1884年3月18日、バストランドはバストランド植民地としてケープ植民地から分離し、高等弁務官を通じてヴィクトリアによる直接権限下に置かれることになった。1965年4月30日、内政自治権を獲得した。
バストランドは1966年10月4日にイギリスから独立し、その後レソト王国に改名された。